# Upshur County (Texas)
Upshur County je okres ve státě Texas v USA. K roku 2010 zde žilo 39 309 obyvatel. Správním městem okresu je Gilmer. Celková rozloha okresu činí 1 536 km².